# Нумсен, Маргрета Мария Томасина
Маргрета Мария Томасина Нумсен (дат. Margrethe Marie Thomasine Numsen, урождённая Ингенхеф (дат. Ingenhaef(f)); 8 марта 1705 — 8 октября 1776) — датская придворная дама, игравшая важную роль при королевском дворе.

## Биография
Маргрета была дочерью дворянина и генерал-майора Йохана Петера Ингенхефа. До замужества она была фрейлиной королевы Дании Анны Софи Ревентлов. В 1725 году Маргрета вышла замуж за генерала Михаэля Нумсена. В 1753 году она была удостоена ордена Совершенного согласия.
После смерти своего супруга в 1757 году Маргрета стала одной из центральных фигур в придворной жизни, обладая политическим влиянием и часто подвергаясь критике. В 1772 году она была назначена главой двора наследного принца, будущего короля Дании Фредерика VI. По некоторым сведениям, наследный принц очень любил её и называл «мамой» (Mutter).
Она принадлежала к партии при дворе, стоящей в оппозиции к Й. Х. Э. Бернсторфу наряду с Шиммельманом и принцем Карлом Гессенским, и поддерживала кандидатуру Шака Ратхлоу в качестве его замены.
В 1773 году несколько членов королевского двора были смещены со своих мест после отставки Остена и Андреаса Шумахера, которых обвинили в симпатиях к бюргерам, а в сентябре Нумсен потерял расположение королевы Брауншвейг-Вольфенбюттельской после того, как участвовала в заговоре против неё, нацеленном на смещении Юлианы Марии с позиции регента. Нумсен была изгнана, но официально получила почётную отставку и пенсию.

## Семья
В 1725 году Маргрета вышла замуж за будущего фельдмаршала Михаэля Нумсена (1686—1757). В браке родилось 10 детей, в том числе:
- Магдалена (1731-1796) — в замужестве баронесса Лёвенскольд, жена владетельного барона Северина Леопольда Лёвенскольда[дат.] (1719—1776), богатая помещица.
- Мария (1734—1765) — в замужестве графиня Кнут, жена владетельного графа Эггерта Кристофера Кнута[дат.] (1722-1776).
- Фредерик (1737—1802) — военный, датский генерал-лейтенант и российский генерал от кавалерии.
- Кристиан Фредерик (1741—1811) — датский государственный деятель, офицер, дипломат; посол Дании в Российской империи в 1772—1775 годах.

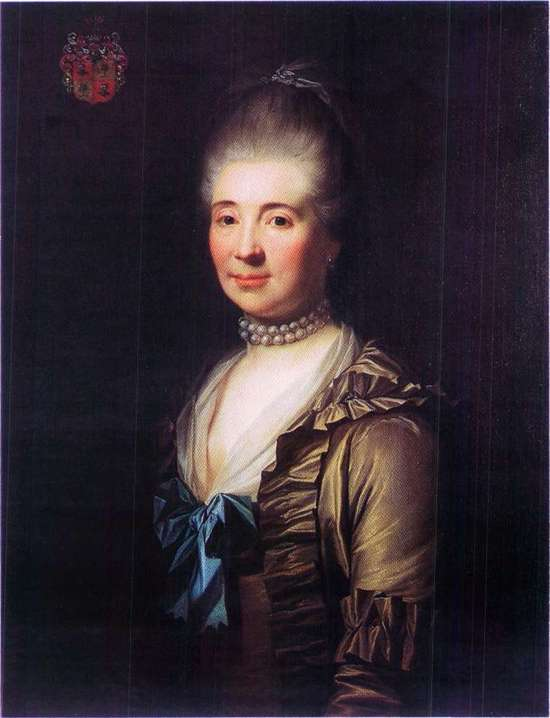
Магдалена, баронесса Лёвенскольд[дат.], портрет работы Енса Юля, 1772 г.
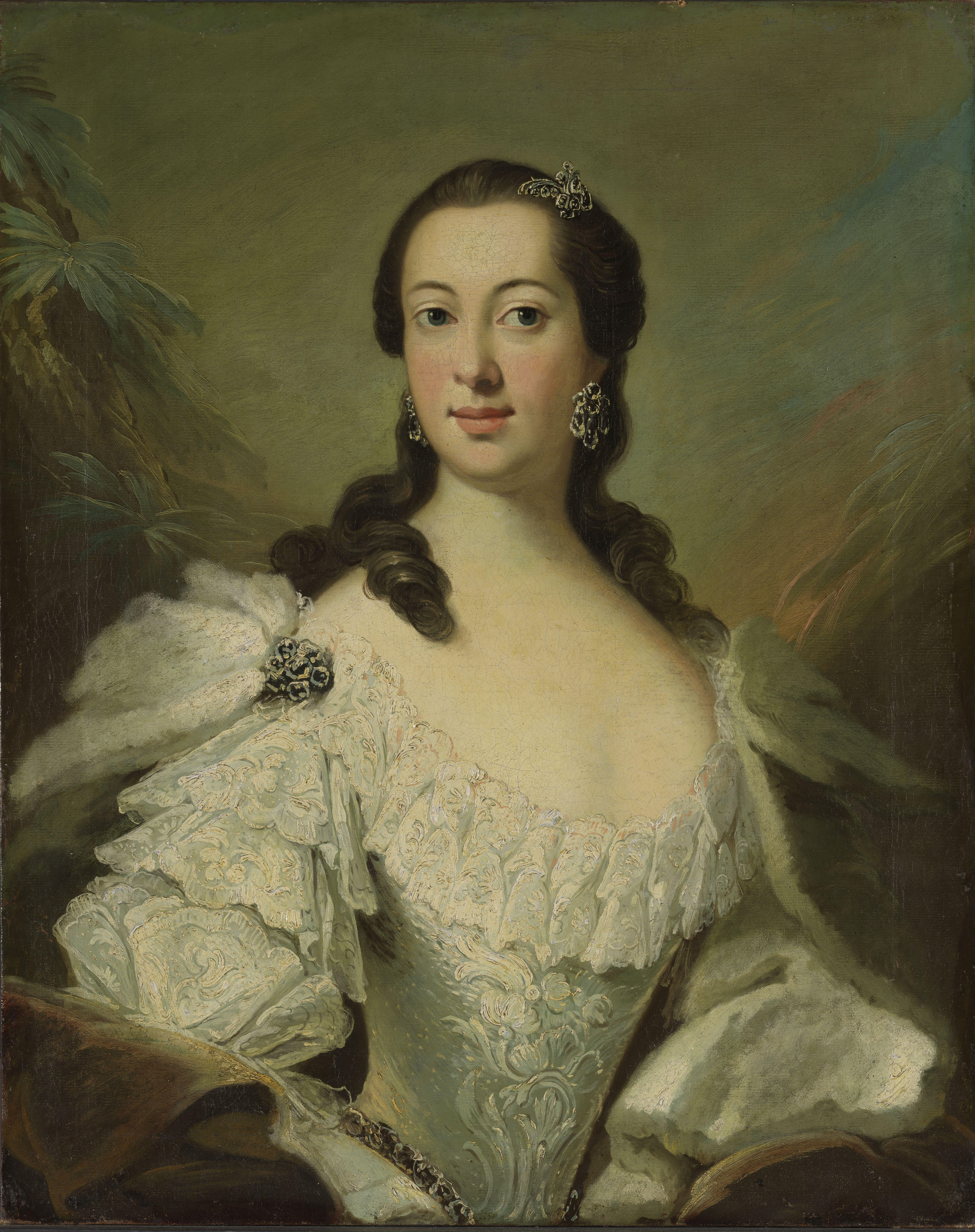
Мария, графиня Кнут, портрет работы Педера Альса, 1752 г.
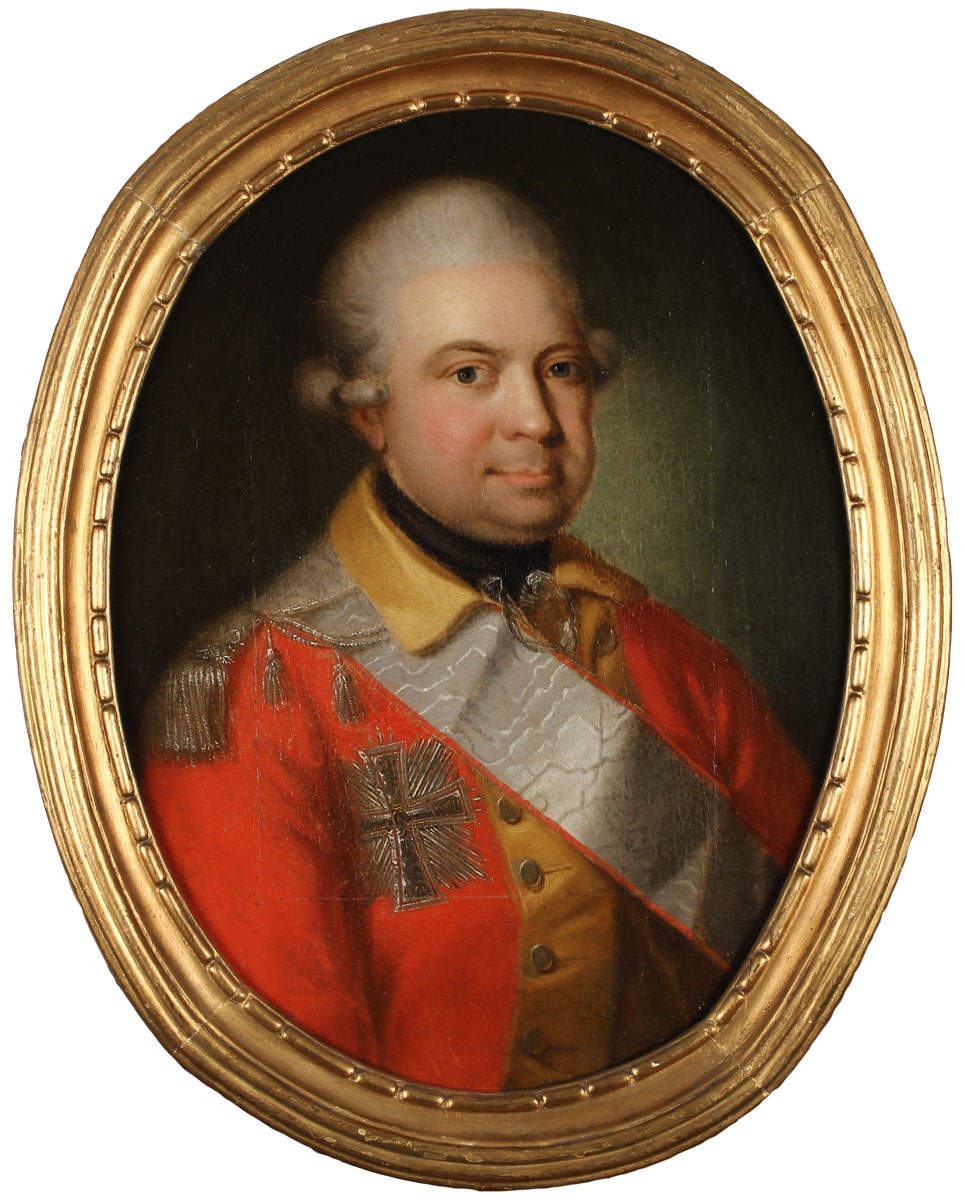
Фредерик (Фёдор Михайлович), портрет работы Германа Кoфоэда с оригинала Енса Юля, XIX в.
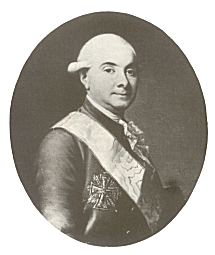
Кристиан Фредерик, портрет работы Енса Юля, 1784 г.